# SBB RABDe 12/12
Az SBB RABDe 12/12 egy svájci Bo'Bo'+Bo'Bo'+Bo'Bo' tengelyelrendezésű villamosmotorvonat-sorozat. Az SBB-CFF-FFS üzemelteti a Zürichi S-Bahn forgalom kiszolgálására. Összesen 20 db készült belőle, jelenleg még 18 szerelvény van forgalomban.

## Képek

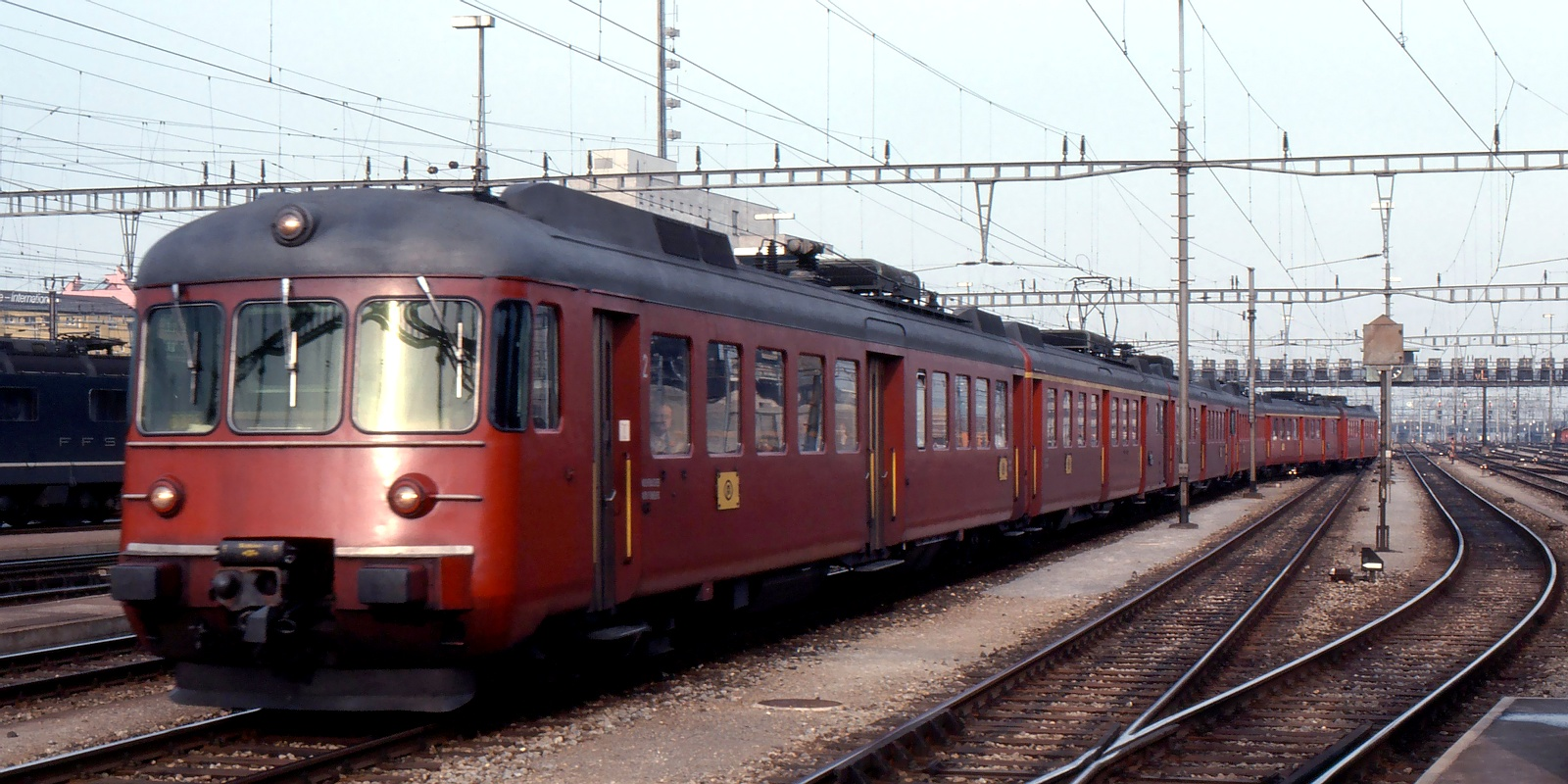
Eredeti festésében, Zürich HB, 1985
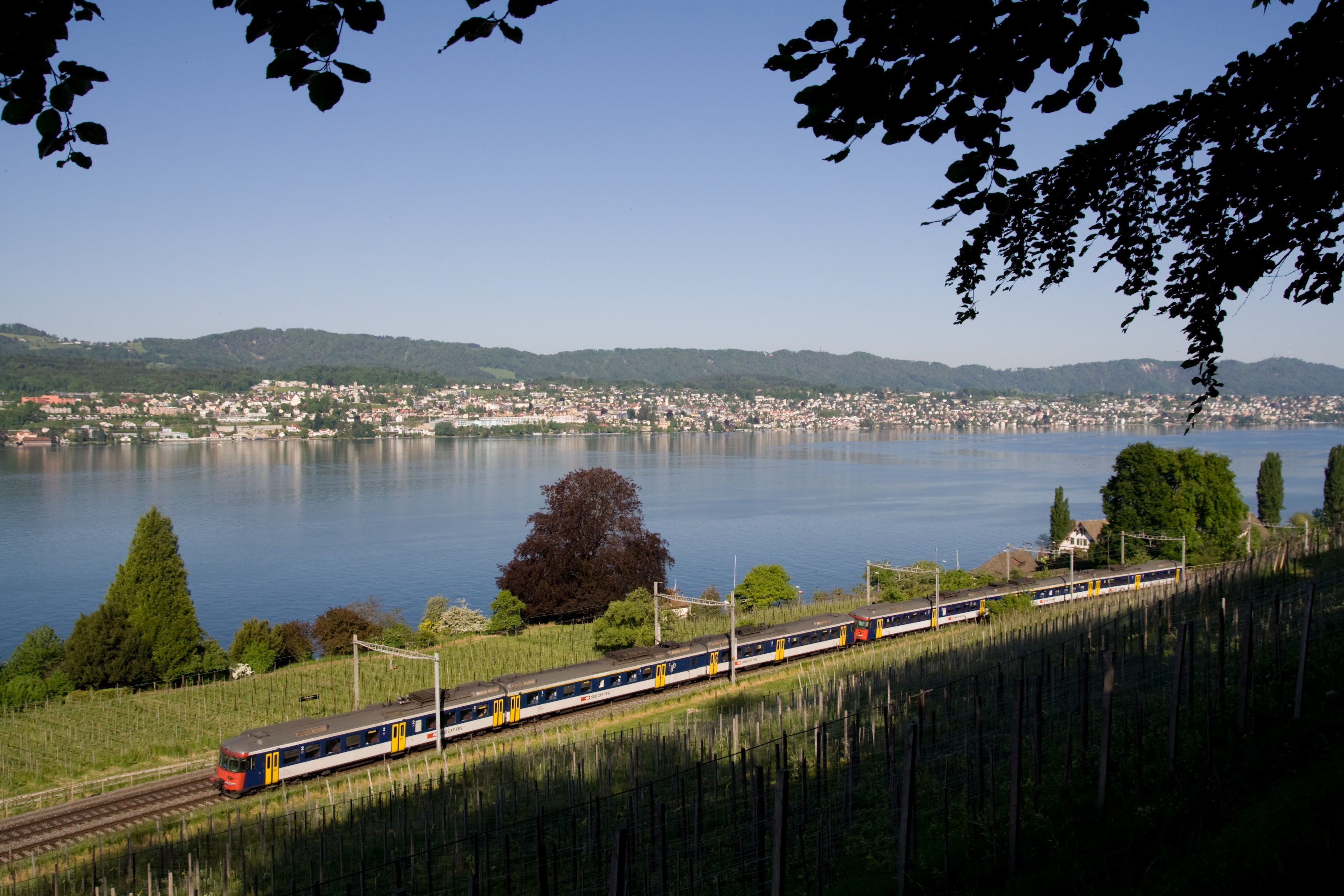
kettő modernizált SBB RABDe 12/12
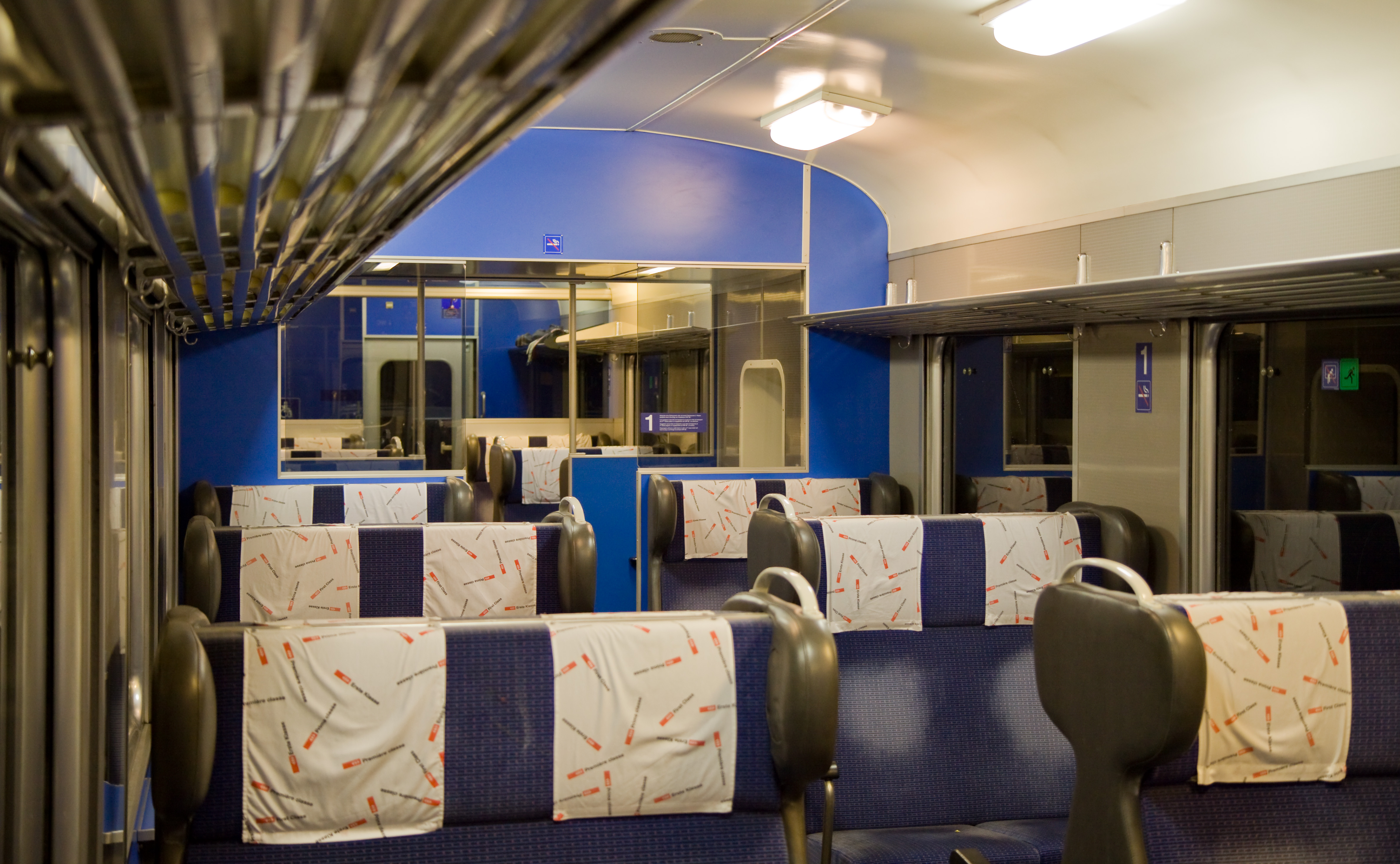
Elsőosztályú utastér
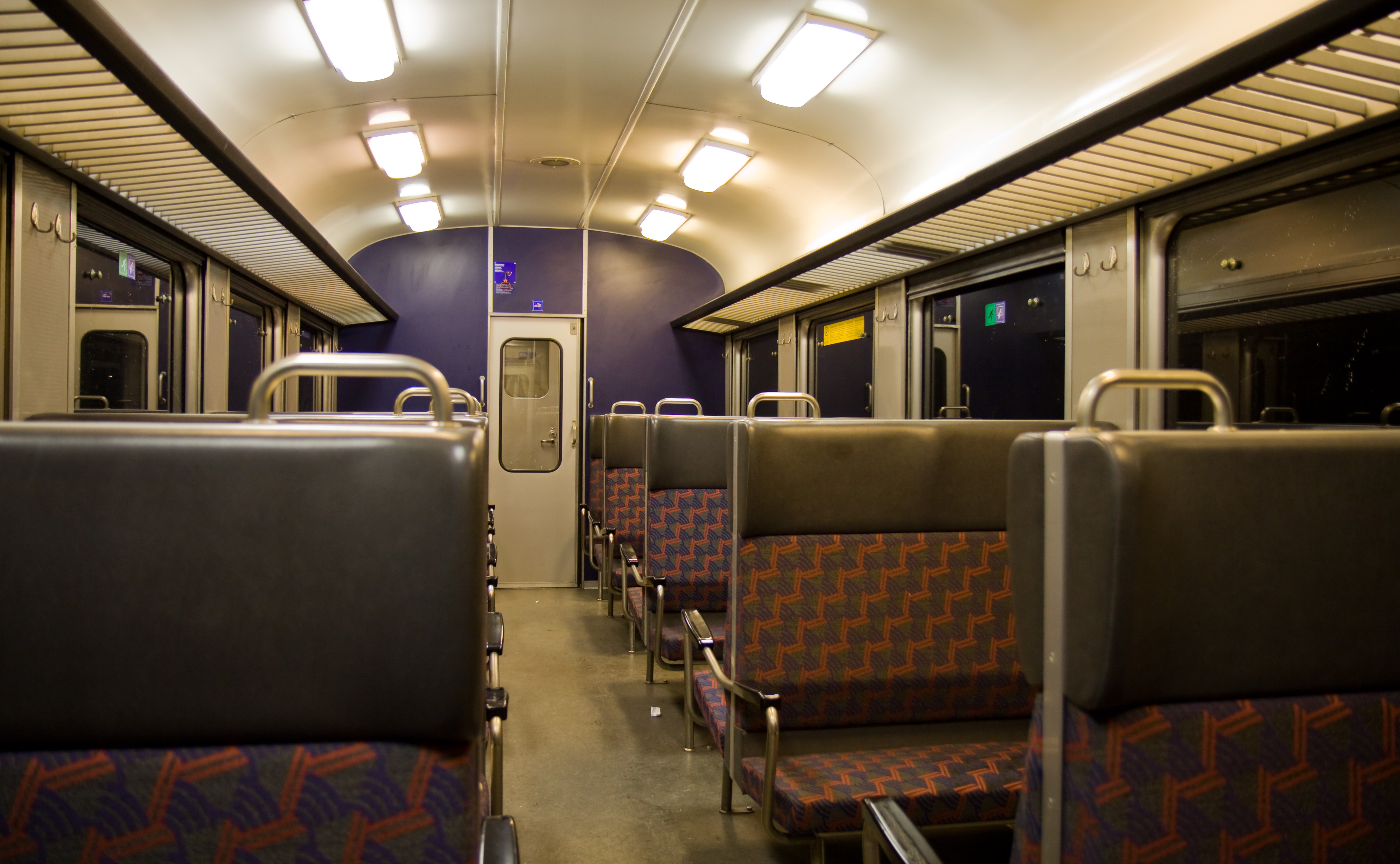
Másodosztályú utastér